# Oblaz, Hust
Oblaz (în ucraineană Облаз) este un sat în comuna Monastîreț din raionul Hust, regiunea Transcarpatia, Ucraina.

## Demografie
Componența lingvistică a localității Oblaz
     Ucraineană (99,09%)
     Alte limbi (0,91%)
Conform recensământului din 2001, majoritatea populației localității Oblaz era vorbitoare de ucraineană (99,09%), existând în minoritate și vorbitori de alte limbi.